# Opius curtiarticulatus
Opius curtiarticulatus är en stekelart som beskrevs av Fischer 1964. Opius curtiarticulatus ingår i släktet Opius och familjen bracksteklar. Inga underarter finns listade i Catalogue of Life.